# Atlakviða
L’Atlakvida (Atlakviða en vieux norrois) ou Chant d'Atli est un poème héroïque de l'Edda poétique. Il est composé d'une introduction et d'une conclusion en prose et de quarante-six strophes. Il relate la mort de Hǫgni et de Gunnar qui apparaissent comme deux frères.

## Récit

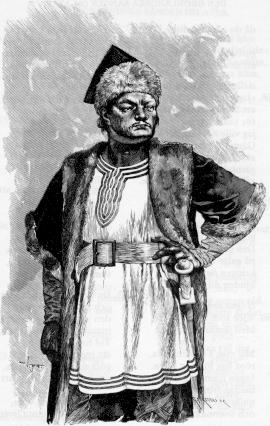
Représentation d'Atli (Attila) dans l'Edda poétique (1893).

### L'invitation d'Atli
Gunnar et Högni sont invités à rendre visite à Atli (Attila). De grandes richesses leur sont promises s'ils acceptent. Mais Gunnar fait valoir qu'ils possèdent déjà davantage de richesses que ce qu'Atli peut leur offrir. De plus, leur sœur Gudrún, épouse d'Atli, leur a fait parvenir un anneau autour duquel est enroulé un poil de loup pour les avertir d'un danger. Leur entourage leur déconseille donc d'accepter l'invitation, mais Gunnar refuse de se dérober.

### La mort des Gjúkungar
Les Gjúkungar sont les fils de Gjúki, Lorsqu'ils arrivent chez Atli, Gudrún prévient ses frères qu'ils sont tombés dans un piège. Ils sont faits prisonniers, non sans que Högni ait tué huit de leurs ennemis.
Atli demande à Gunnar s'il est disposé à racheter sa vie. Gunnar demande auparavant à voir le cœur de Högni. On lui apporte le cœur d'un serviteur d'Atli, mais Gunnar ne reconnaît pas cet organe frémissant comme celui de son frère. Alors, le cœur de Högni lui est arraché vif et présenté à Gunnar. Celui-ci, désormais assuré qu'il est le seul à connaître l'emplacement du trésor des Niflungar, refuse de révéler en quel endroit du Rhin il repose. Gudrún maudit Atli tandis que Gunnar est conduit dans une fosse à serpents où il meurt en jouant de la harpe.
Le texte commente sa mort en précisant que Gunnar a ainsi préservé l'or de la convoitise des hommes.

### La vengeance de Gudrún
Lorsqu'Atli rentre à sa halle, Gudrún lui sert à manger et à boire. Elle annonce ensuite à son mari que la nourriture qu'il vient d'avaler était en réalité les cœurs de leurs fils Erp et Eitil. Puis, profitant de son ivresse, elle le tue avant de mettre le feu à la halle, provoquant ainsi la mort de tous ses habitants.

## Traductions françaises
- Rosalie du Puget, « La Vengeance de Gudrun », Les Eddas, traduites de l’ancien idiome scandinave, Paris, Bibliothèque Du Puget (Bons livres pour tous les âges – Science), 1838, p. 399-406.
- Émile de Laveleye, « La Saga d’Atli », La Saga des Nibelungen dans les Eddas et dans le Nord scandinave, traduction précédée d’une étude sur la formation des épopées nationales, Paris, C. Marpon et E. Flammarion, 1866, p. 273-281.
- Félix Wagner, « Chant d’Atli », Les Poèmes héroïques de l’Edda et la Saga des Völsungs, traduction française d'après le texte original islandais, précédée d’une étude sur les poèmes scandinaves dans leurs rapports avec la Saga en prose et l’épopée des Nibelungen et accompagnée de notices explicatives, Paris, Ernest Leroux, 1929, p. 152-157.
- Pierre Renauld-Krantz, « La Chanson d’Attila », Anthologie de la poésie nordique ancienne : des origines à la fin du Moyen Âge, Paris, NRF-Gallimard, 1964, p. 43-49.
- Régis Boyer, « Le Chant d’Atli », L'Edda Poétique, Paris, Fayard, 1992, p. 365-376.

## Source
- L’Edda poétique [détail des éditions]